# Maki Sasaki
Maki Sasaki (佐々木 マキ, Sasaki Maki, geboren 18 oktober 1946) is een Japans illustrator, beeldverhalenschrijver en mangaka. Hij staat bekend voor zijn avant-garde strips die kenmerkend non sequitur zijn en absurde beelden gebruiken. Zijn werken worden vaak beschreven als "anti-manga".

## Leven en werk
Sasaki werd geboren in 1946, aan de rand van Kobe, in een arm milieu. Zijn ouders hadden een drukkerij. Hij studeerde kunst aan de Kyōtogeidai, maar stopte ermee omdat hij het gevraagde kunstmateriaal niet kon betalen.
Sasaki bewonderde de nonsenswerken van mangakunstenaar Shigeru Sugiura en het ondergronds tijdschrift Garo. In 1966 maakte Sasaki zijn debuut als mangaka met Yoku Aru Hanashi, gepubliceerd in Garo . Hij deed andere verhalen voor hetzelfde tijdschrift, zoals de yomikiri Tengoku De Miru Yume uit het jaar 1967 (天国でみる夢).
Sinds 1973 stopte Sasaki met het produceren van manga om prentenboeken schrijven en te tekenen. Hij publiceerde titels zoals Yappari Okami, serie Monsieur Meuniere (Musshu Munieru) en Nemui nemui nezumi. Sasaki illustreerde ook boekomslagen, waaronder enkele van de originele versies van de vroege werken van Haruki Murakami; De bekendste is De jacht op het verloren schaap. 